# 平木菜子
平木 菜子（ひらき なこ、1996年10月1日 - ）は、日本のバレエダンサー（バレリーナ）。東京バレエ団所属。
ドイツに8年間留学経験があるため、ドイツ語、英語を話すことができるトリリンガルでもある。幼少期より習っていたピアノと習字が得意。広島県出身。

## 生い立ち
広島県生まれ。6歳からバレエを始める。
東京都内の私立中高一貫校に通い、私学協会優秀生徒賞受賞するなどバレエと学業を両立。
中学卒業後はバレエに集中できる環境と高校を求めて東京インターハイスクールへ入学。
高校に通いながらドイツのハンブルクバレエ学校に留学し卒業と同時にバレエ団に入団。
金田一洋、こうの恭子、ドミニク・カルフーニ、ジジ・ハイアット、ケビン・ヘイゲンに師事。
クラシック作品他、ノイマイヤー、ヌレエフ、バランシン、ブルノンヴィル、ベジャール、クランコ、キリアン、ロビンス作品等も踊る。

## 略歴
- 2011年全日本バレエコンクールジュニアB、NHK会長賞・東京新聞賞、第1位。同年、ジャパングランプリジュニアB第1位。同年、エデュケーショナルバレエコンクールジュニア第1位

- 2012年横須賀国際バレエコンクールジュニアB第1位。ドミニク・カルフーニ指導、ローラン・プティ振付「ノートルダムドパリ」エスメラルダのソロを踊る。

- 2013年ハンブルクバレエスクールに留学。

- 2014年スクール公演ではノイマイヤー振付「モーツァルト338」の主役を踊る。

- 2015年ハンブルクバレエ団に入団。

- 2021年同団退団後、東京バレエ団に入団。

- 2023年東京バレエ団ソリストとして活躍

## 出演
- 2012年BS朝日「小倉・住吉のおスミつき」密着・パフォーマンス出演
- 2013年資生堂「HAKU」CM出演
- 2010年-2012年 / 2021年-2022年 チャコット/モデル
- 2019年 株式会社イーバレリーナ/モデル
- 2021年 美容サロンBrilliant/モデル
- 2023年 バレエブランドUnoa/モデル